# 토마스 레뇨네스
페드로 토마스 레뇨네스 크레고(스페인어: Pedro Tomás Reñones Crego, 1960년 8월 9일, 갈리시아 지방 콤포스텔라 ~)는 스페인의 전 축구 선수로, 현역 시절 우측 수비수로 활약하였다.
그는 아틀레티코 마드리드에서 활약한 것으로 알려져 있는데, 그는 이 곳에서 12년을 보냈고, 1980년대 말에는 스페인 국가대표팀의 일원으로서 1번의 FIFA 월드컵과 1번의 UEFA 유럽 축구 선수권 대회에 참가했다.

## 클럽 경력
갈리시아 지방 산티아고 데 콤포스텔라 출신이 토마스는, 인근의 콤포스텔라에서 활약하다가 1981년에 아틀레티코 마드리드에 활약했는데, 합류 초에는 2군 경기에서 보냈다. 1984–85 시즌, 그는 라 리가 신고식을 치른 것을 시작으로 주전 11인 자리에서 벗어나지 않았고, 구단을 대표로 500번에 가까운 공식 경기에 출전하였다.
1996년 5월 25일, 토마스는 자신의 아틀레티코 고별전인 발롬피에와의 안방 경기에서 기립 박수를 받았다. 비록, 그는 이 시즌에 불과 12경기를 뛰는 데에 그쳤지만, 매트리스 제작단이 역사적인 2관왕을 달성하는데 도왔고, 1998년까지 하부 리그 구단의 선수로 짧게 활약한 후에 전격 은퇴를 선언하였다.

## 국가대표팀 경력
토마스는 스페인 국가대표팀 경기에 19번 출전하였고, 1986년 FIFA 월드컵과 UEFA 유로 1988에 참가하였으며, 스페인이 치른 8번의 경기 중에 7경기를 뛰는 주전 선수였다. 그의 첫 국가대표팀 경기는 1985년 11월 20일, 득점 없이 비긴 오스트리아와의 친선경기로, 사라고사에서 진행되었다.

## 은퇴 후
레뇨네스는 은퇴 후 정치계에 입문하여 자유독립당(Grupo Independiente Liberal, 줄여서 GIL, 헤수스 힐 아틀레티코 전 회장이 창당)을 대표로 하여 마르베야 시의원으로 당선되었다.
마르베야 시장이 부패 스캔들로 구속되면서, 그는 2006년에 시장 대행을 맡았지만, 그도 역시 작전명 말라야의 일환으로 스페인 경찰에 구속되었다.

## 수상
아틀레티코 마드리드
- 라 리가: 1995–96
- 코파 델 레이: 1984–85, 1990–91, 1991–92, 1995–96
- 수페르코파 데 에스파냐: 1985
- UEFA 컵위너스컵 준우승: 1985–86[4]